# توماس ميشيل (باحث طبي)
توماس ميشيل (بالإنجليزية: Thomas Michel)‏ هو باحث طبي أمريكي، ولد في 1955.